# ديفيد مارك (جغرافي)
ديفيد مارك هو جغرافي كندي، ولد في 7 أكتوبر 1947.